# Miroslav König
Miroslav König, né le 1er juin 1972, était un footballeur international slovaque évoluant au poste de gardien de but. 
Il a arrêté sa carrière en janvier 2008 jouant alors à Panionios.
Il a également joué pour l'équipe nationale slovaque.